# João Gamboa
João Pedro da Costa Gamboa (ur. 31 sierpnia 1996(dts) w Póvoa de Varzim) – portugalski piłkarz występujący na pozycji pomocnika w koreańskim Jeonbuk Hyundai Motors. Były młodzieżowy reprezentant Portugalii.
Gamboa przez większość swojej kariery występował w klubach portugalskich. Łącznie w najwyższej klasie rozgrywkowej Portugalii rozegrał 100 spotkań, w których strzelił 1 gola. Jego pierwszym zagranicznym klubem było OH Leuven z ligi belgijskiej, w którym spędził rundę jesienną 2022 roku. Od lipca 2023 r. Portugalczyk był zawodnikiem występującej w Ekstraklasie Pogoni Szczecin. 7 lipca 2025 roku podpisał kontrakt z koreańskim Jeonbuk Hyundai Motors.